# Ранг корабля

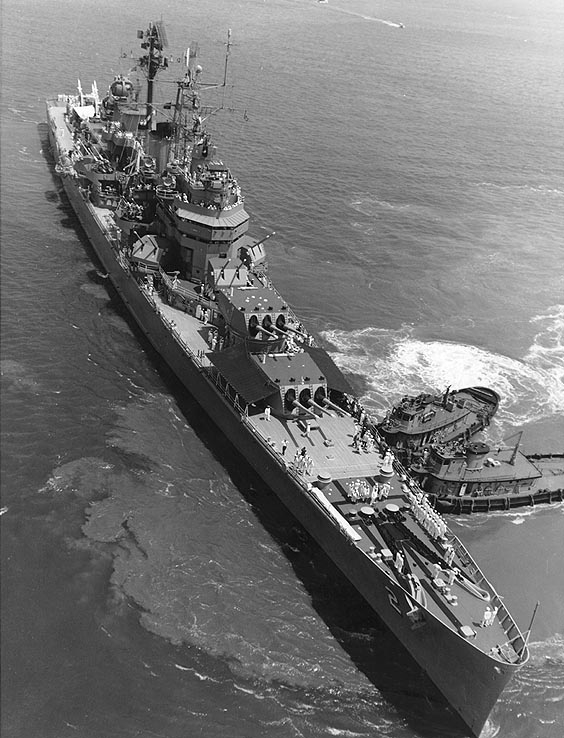
Корабель 1 рангу.

Ранг корабля — вид корабля по класифікації військових кораблів залежно від його тактико-технічних елементів, призначення, бойової потужності, чисельності екіпажу та складності управління кораблем. Дана система поділу переважно використовується у країнах колишнього СРСР.

## Ранги кораблів
У Військово-Морських силах Збройних Сил України, успадкованого від Військово-Морського Флоту СРСР, існує встановлений поділ кораблів на чотири ранги. У залежності від приналежності корабля до того чи іншого рангу визначається старшинство їх командирів, правове становище їх екіпажів (в першу чергу командирів) і норми їх матеріального забезпечення.
Найстаршим рангом є перший, відповідно такі кораблі мають перевагу над кораблями і суднами ВМС молодших рангів у питаннях постачання, комплектування і в церемоніальних процедурах
1. Найстаршим рангом є перший, до нього відносяться в основному великі надводні кораблі, такі як: авіаносці, ракетні та протичовнові крейсери, а також і атомні підводні човни. Також до них належали лінійні кораблі, легкі та важкі крейсери, що зараз не використовуються . Кораблі 1 рангу мають перевагу над кораблями і суднами ВМС молодших рангів у питаннях постачання, комплектування і в церемоніальних процедурах[3]. Як правило, вимагають командира у званні капітана 1-го рангу.
2. До другого рангу кораблів ВМФ відносять великі і середні дизельні підводні човни, великі ракетні і протичовнові кораблі, ескадрені міноносці (але є окремі винятки: наприклад, ескадрені міноносці проекту 956 відносять до 1-го рангу кораблів), фрегати, сторожові кораблі дальньої морської зони, великі десантні кораблі[3]. Як правило, вимагають командира в званні капітана 2-го рангу.
3. До третього рангу кораблів відносять корвети, малі ракетні кораблі, малі протичовнові кораблі, сторожові кораблі ближньої морської зони, середні десантні кораблі, морські тральщики[3]. Як правило, вимагають командира в званні капітана 3-го рангу.
4. До четвертого рангу кораблів відносять малі десантні кораблі і катери, ракетні, артилерійські, протичовнові і торпедні катери, рейдові та базові тральщики[3]. Як правило, ними керують командири у званні від лейтенанта до капітан-лейтенанта.

На кораблях 1-го і 2-го рангів, при стоянці на якорі, бочці або швартовах одночасно з прапором Військово-Морських сил ЗСУ на носі також піднімають гюйс.

## Російський імператорський флот
В Російському імператорському флоті, що в тому числі базувався і в акваторіях сучасної України, як спадок від вітрильної епохи, російські крейсери, залежно від водотоннажності, поділялися на еволюційні ранги: «фрегатский» і «корветский». Причому, крейсера «фрегатского» рангу, були виключно кораблями I рангу, а крейсери «корветского» рангу, залежно від водотоннажності, поділялися на кораблі I і II рангу.
Перша класифікація кораблів для російського флоту була розроблена наприкінці 1891 року і оголошена наказом по морському відомству 1 лютого 1892 року. Ця класифікація підвела підсумок розвитку класу крейсерів і одночасно відобразила нові тенденції в будуванні крейсерів. Зокрема, офіційно встановила клас «крейсер» з підкласами: «крейсер 1-го рангу» (водотоннажність понад 4000 тонн) і «крейсер 2-го рангу» (водотоннажність до 4000 тонн) а так само підклас «мінний крейсер» (більший порівняно з міноносцем — носій мінно-торпедного озброєння). Аж до аналізу підсумків російсько-японської війни 1904÷1905 рр., у російському флоті крейсери 1-го рангу неофіційно поділялися за системою їх бронезахисту і ступеня захищеності, на категорії: «бронепалубні» і «броненосні». Зокрема, крейсер 1-го рангу «Богатир» був за системою бронезахисту — бронепалубним, з урахуванням високого ступеня захищеності систем артилерійського озброєння, неофіційно був віднесений до категорії «броненосний крейсер».
До 1907 система поділу крейсерів поділялася на ті самі два ранги за водотонажністю, без відмінності за типом бронювання (з поясом по ватерлінії) або тільки бронепалубні.

## Військово-Морський Флот СРСР
Рангова система в радянські часи залишилася, але перенесла деякі зміни. Тепер рангів було 4, а також вони відтепер визначали деяке старшинство. Так, ранги кораблів визначали старшинство їхніх командирів, правові положення офіцерського складу і служили певним «мірилом» при плануванні та встановленні норм матеріально-технічного постачання. Поділ виглядав таким чином:
- Ракетні підводні човни, ракетні крейсери і протичовнові крейсери були кораблями 1-го рангу;
- Середні підводні човни, великі ракетні кораблі і великі протичовнові кораблі, були кораблями 2-го рангу;
- Малі підводні човни, малі ракетні кораблі, сторожові кораблі, були кораблями 3-го рангу;
- Бойові катери з ракетним, торпедним та іншим озброєнням, були кораблями 4-го рангу.